# Labský vodopád
Labský vodopád (německy Elbfall) je vodopád v obci Špindlerův Mlýn v Královéhradeckém kraji. Měří 35 metrů a nachází se v Labské rokli přibližně 1 km jihovýchodně od pramene Labe v Krkonošských hřbetech v Krkonoších. Padá do Labského dolu pod Labskou boudou.

## Okolí vodopádu
Na samotný vodopád navazuje ještě přes 200 m dlouhý úsek kamenitých peřejí. Jeden z dřívějších majitelů Labské boudy nad vodopádem roku 1859 zřídil menší nádrž, jejímž účelem bylo zmohutnění průtoku vodopádu. Od této turistické atrakce bylo později z důvodů ochrany přírody upuštěno. Zbytky nádrže jsou pod Labskou boudou údajně dosud patrné.

## Galerie

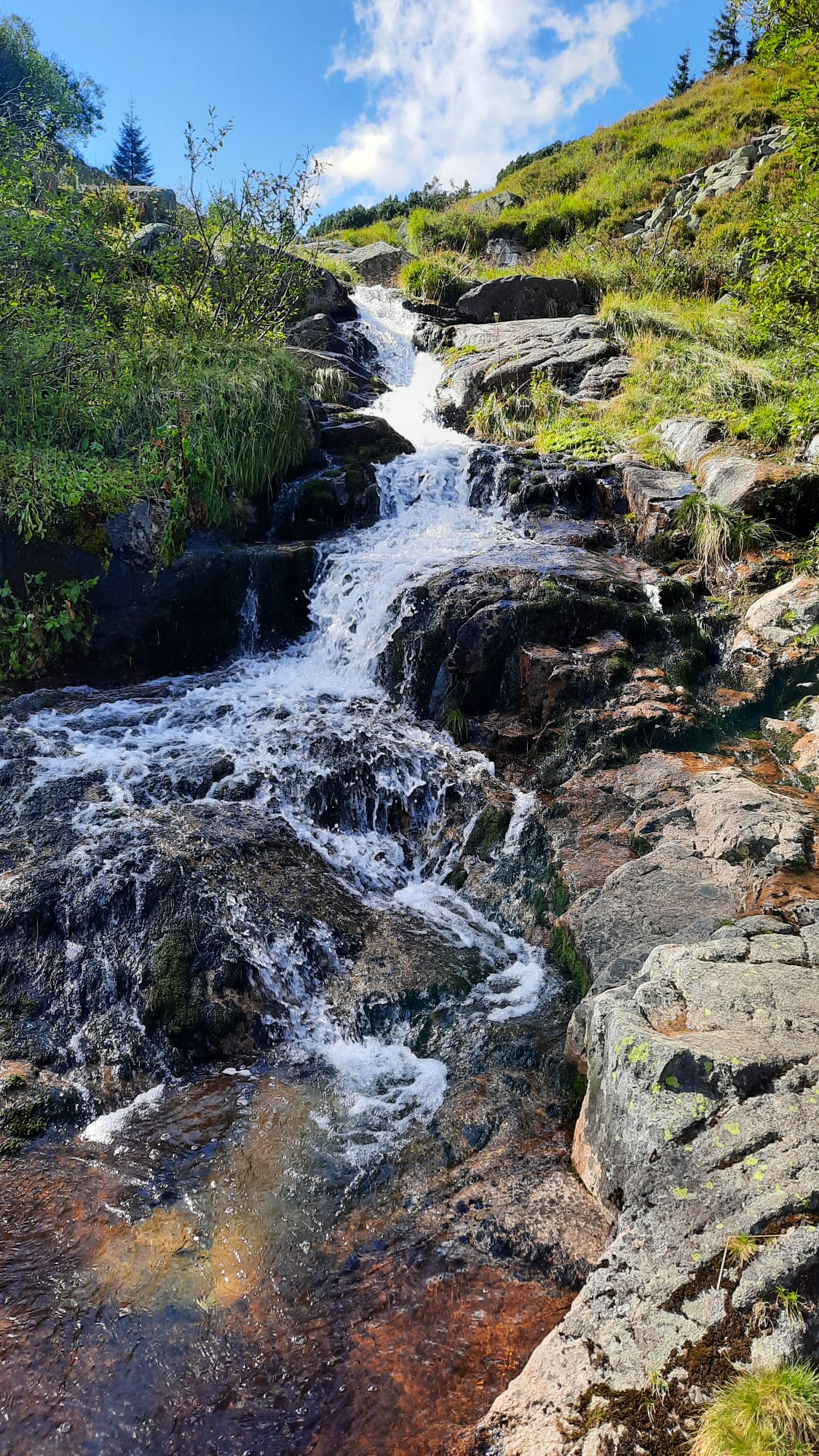
Kus labského vodopádu v roce 2022
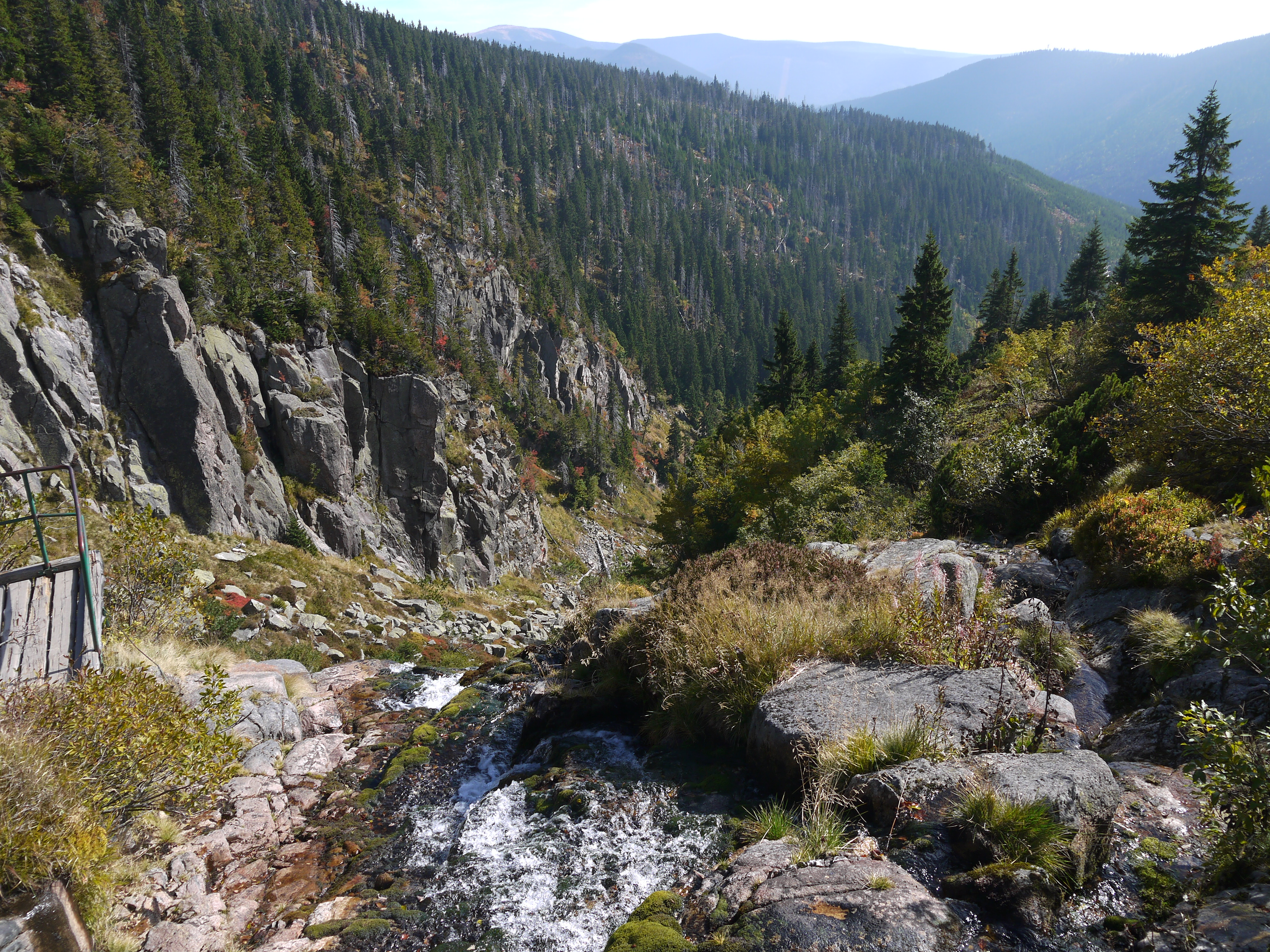
Labský vodopád s výhledem do údolí v roce 2015
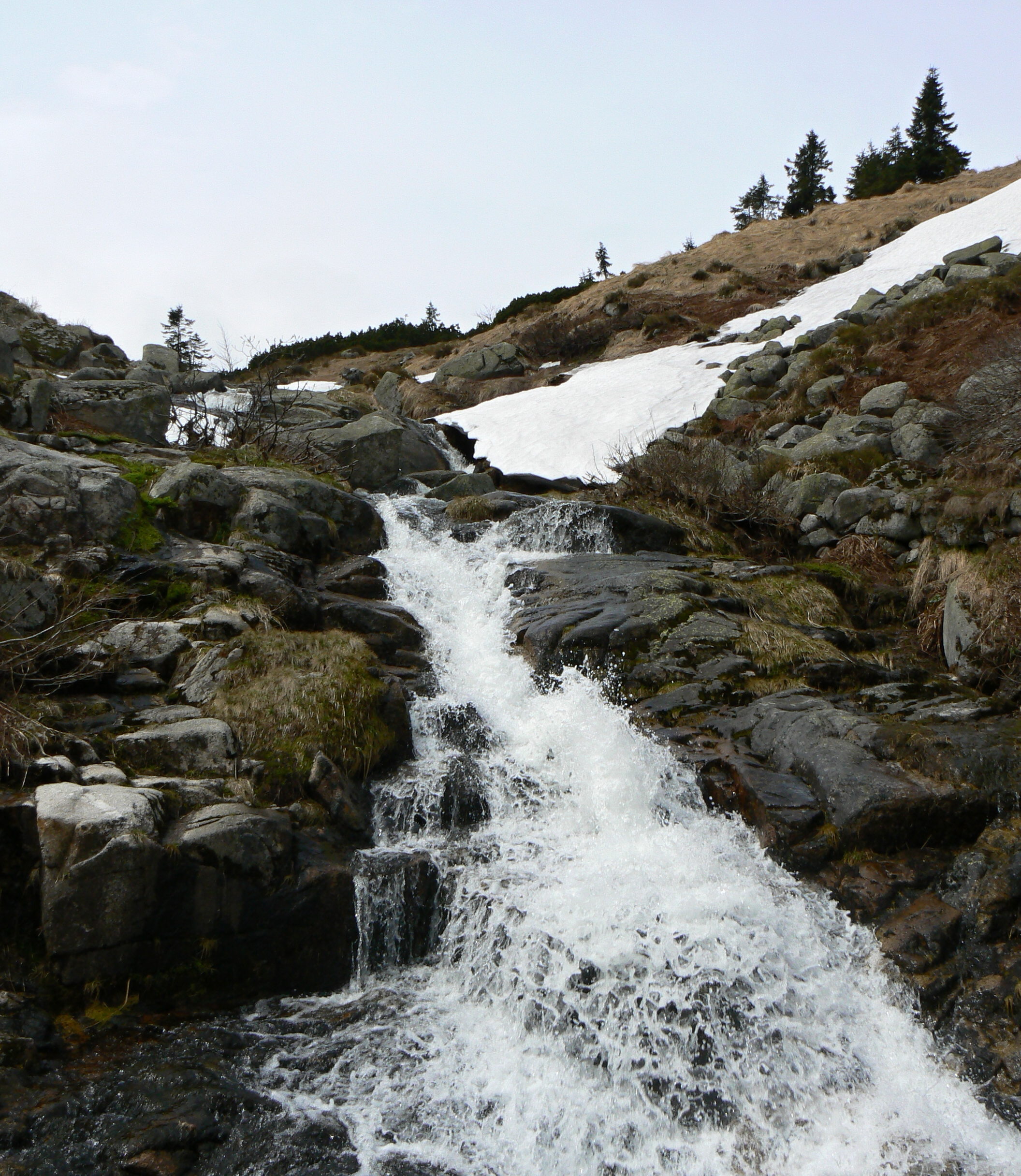
Pohled na labský vodopád v roce 2007
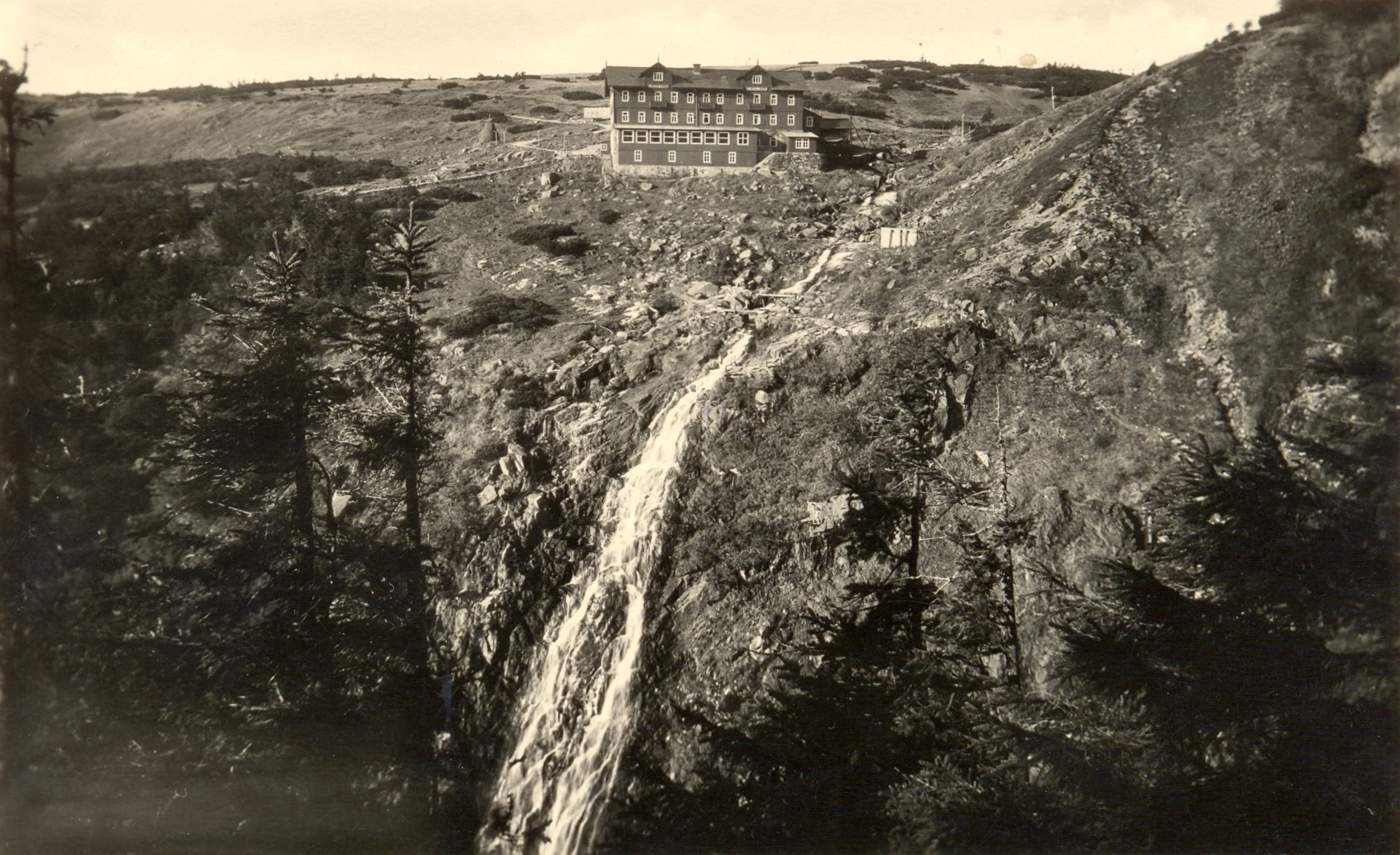
Labský vodopád na začátku 20. století